# Schwaigern
Schwaigern (MAF: /ˈʃvaɪ̯ɡɐn/, posłuchajⓘ) – miasto w Niemczech, w kraju związkowym Badenia-Wirtembergia, w rejencji Stuttgart, w regionie Heilbronn-Franken, w powiecie Heilbronn, siedziba wspólnoty administracyjnej Schwaigern. Leży nad rzeką Lein, ok. 12 km na zachód od Heilbronn, przy drodze krajowej B293 i linii kolejowej Bruchsal-Heilbronn.

## Historia
Pierwsza pisemna wzmianka o miejscowości pochodzi z Kartularza z Lorsch. W 1486 Schwaigern otrzymał przywilej targowy, a po 1630 był nawiedzany wielokrotnie przez epidemie dżumy. W 1878 r. miasto uzyskało połączenie kolejowe m.in. z Heilbronn. W XIX i XX w. liczne pożary niszczyły jego średniowieczną zabudowę.

## Galeria

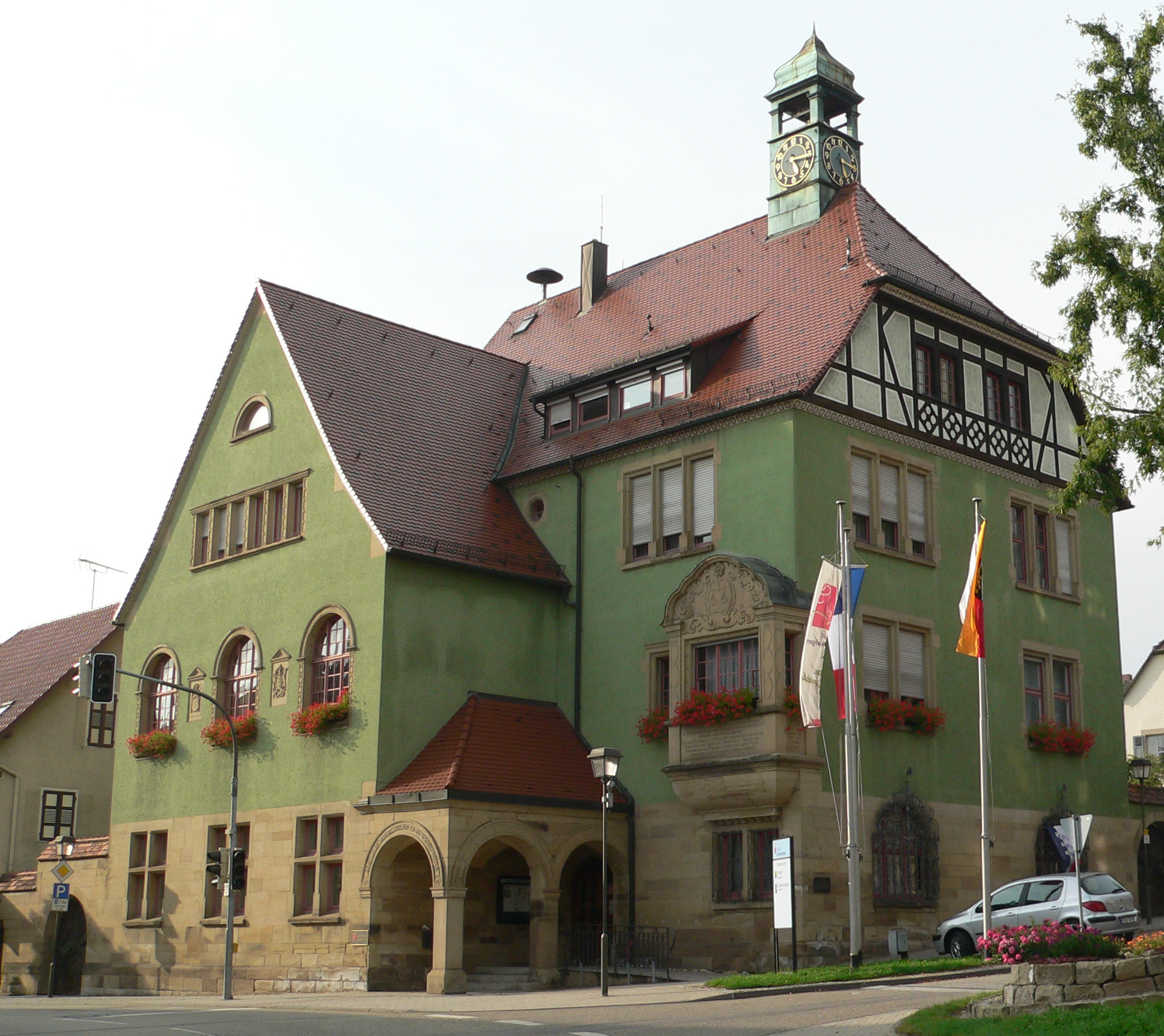
Ratusz
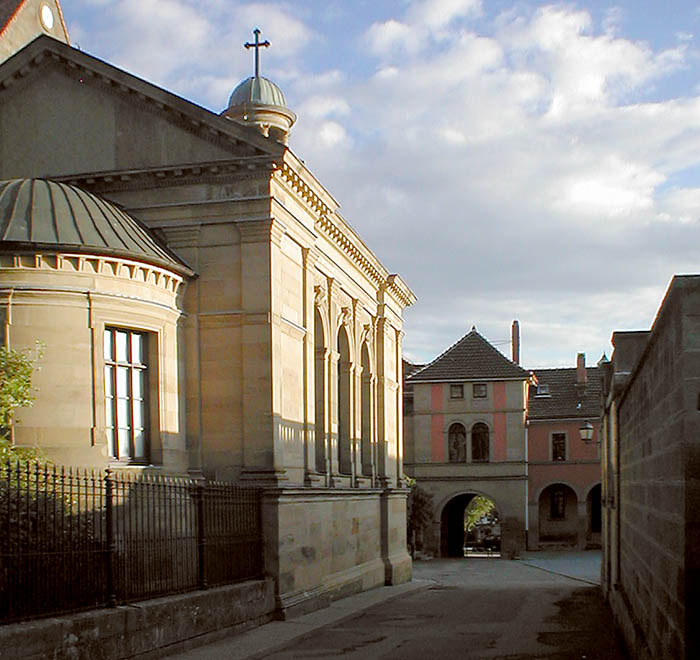
Zamek
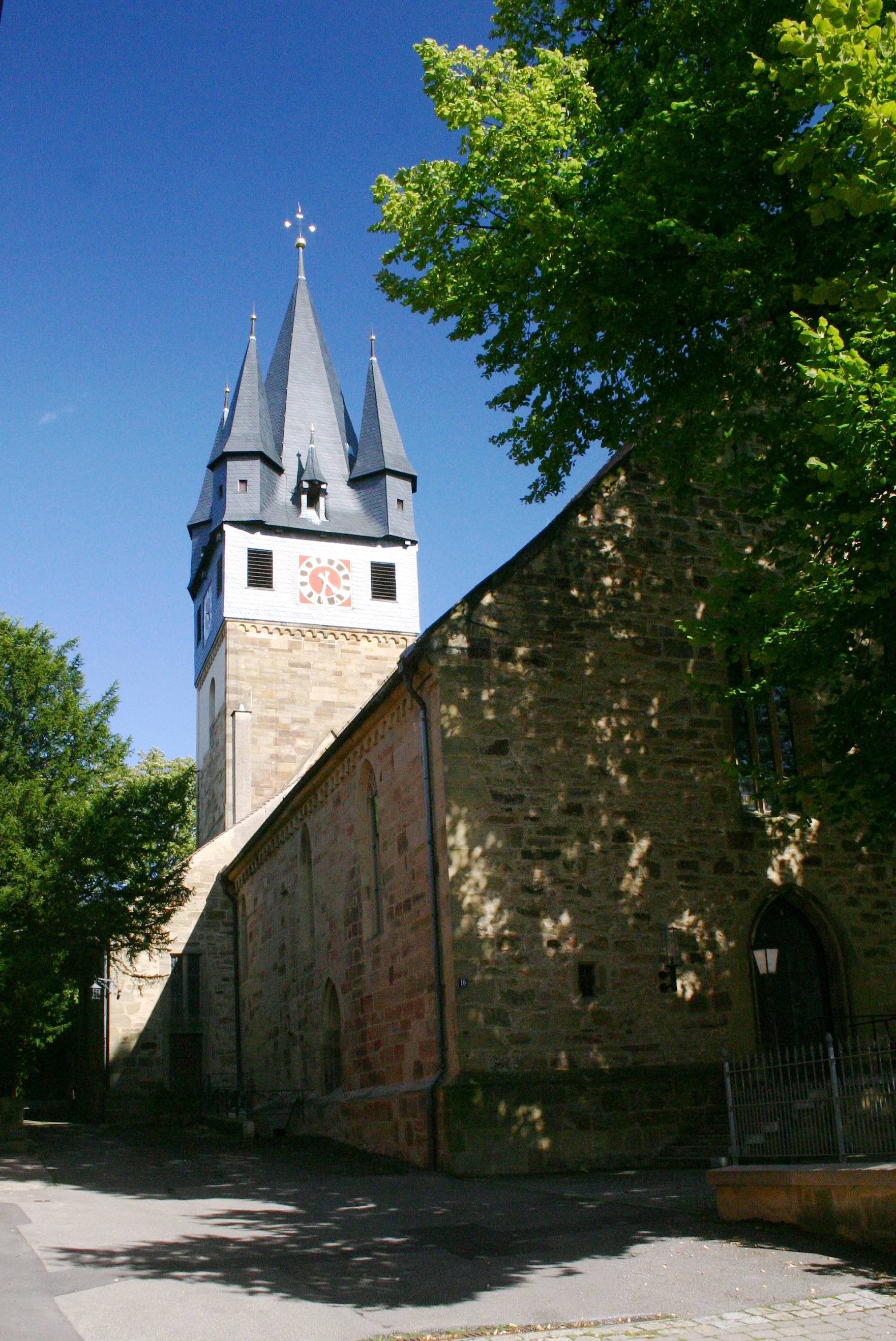
Kościół ewangelicki

## Współpraca
Miejscowości partnerskie:
- La Teste-de-Buch, Francja
- Nottwil, Szwajcaria
- Pöndorf, Austria